# Yên Lạc (thị trấn)
Yên Lạc là thị trấn huyện lỵ của huyện Yên Lạc, tỉnh Vĩnh Phúc, Việt Nam.

## Địa lý
Thị trấn có diện tích 6,44 km², dân số năm 1999 là 12.239 người, mật độ dân số đạt 1.900 người/km².

## Lịch sử
Trước đây, địa bàn thị trấn Yên Lạc thuộc xã Minh Tân.
Ngày 28 tháng 5 năm 1997, Chính phủ ban hành Nghị định 53-CP năm 1997 về việc thành lập thị trấn Yên Lạc trên cơ sở giải thể xã Minh Tân.
Thị trấn Yên Lạc có 644 ha diện tích tự nhiên và 11.968 nhân khẩu.

## Văn hóa
Thị trấn Yên Lạc khi xưa là căn cứ chiếm đóng của sứ quân Nguyễn Khoan, một tướng trong thời loạn 12 sứ quân. Ngày nay, khu di tích đền Gia Loan - chùa Biện Sơn - Đồng Đậu là điểm đến không thể bỏ qua của du khách khi về với Yên Lạc.